# Любовь, предвестие печали…
«Любовь, предвестие печали…» — российский фильм 1994 года режиссёра Виктора Сергеева.

## Сюжет
Успешный художник Филипп, десять лет живущий в счастливом браке с женой Марией, влюбляется в Анну, жену своего приятеля художника Алексея. Тривиальная ситуация накаляется предчувствием смертельной опасности…

## В ролях
- Юрий Балабанов — Филипп, преуспевающий художник
- Ирина Метлицкая — Мария Константиновна, жена Филиппа
- Андрей Соколов — Алексей Юдин, муж Анны, друг Филиппа
- Ольга Дроздова — Анна, жена Алексея
- Ольга Самошина — Людмила, лучшая подруга Анны
- Всеволод Кузнецов — Григорьев, художник
- Юрий Томошевский — Николай, артист

В эпизодах: Гали Абайдулов (сосед по даче), Валерий Кравченко (водитель), Маргарита Бычкова и другие.

## Рецензии
- Быков Д. — «Любоф» (О худож. фильме «Любовь, предвестие печали…») // Искусство кино, № 11, 1996.- стр. 20-21